# سوسلان
سوسلان ( به زبان آسی : Сослан ) در اساطیر آسی مردی بسیار نیرومند و حیله گر است. سوسلان در میان شخصیت های حماسه نارت سکا دارای کوتاه ترین قد است. مادر او شاتانا رباینده اتش و دانایی است. اعتقاد بر این است که  نام این خدای آسی هم ریشه با واژه فارسی "سزاوار" است.

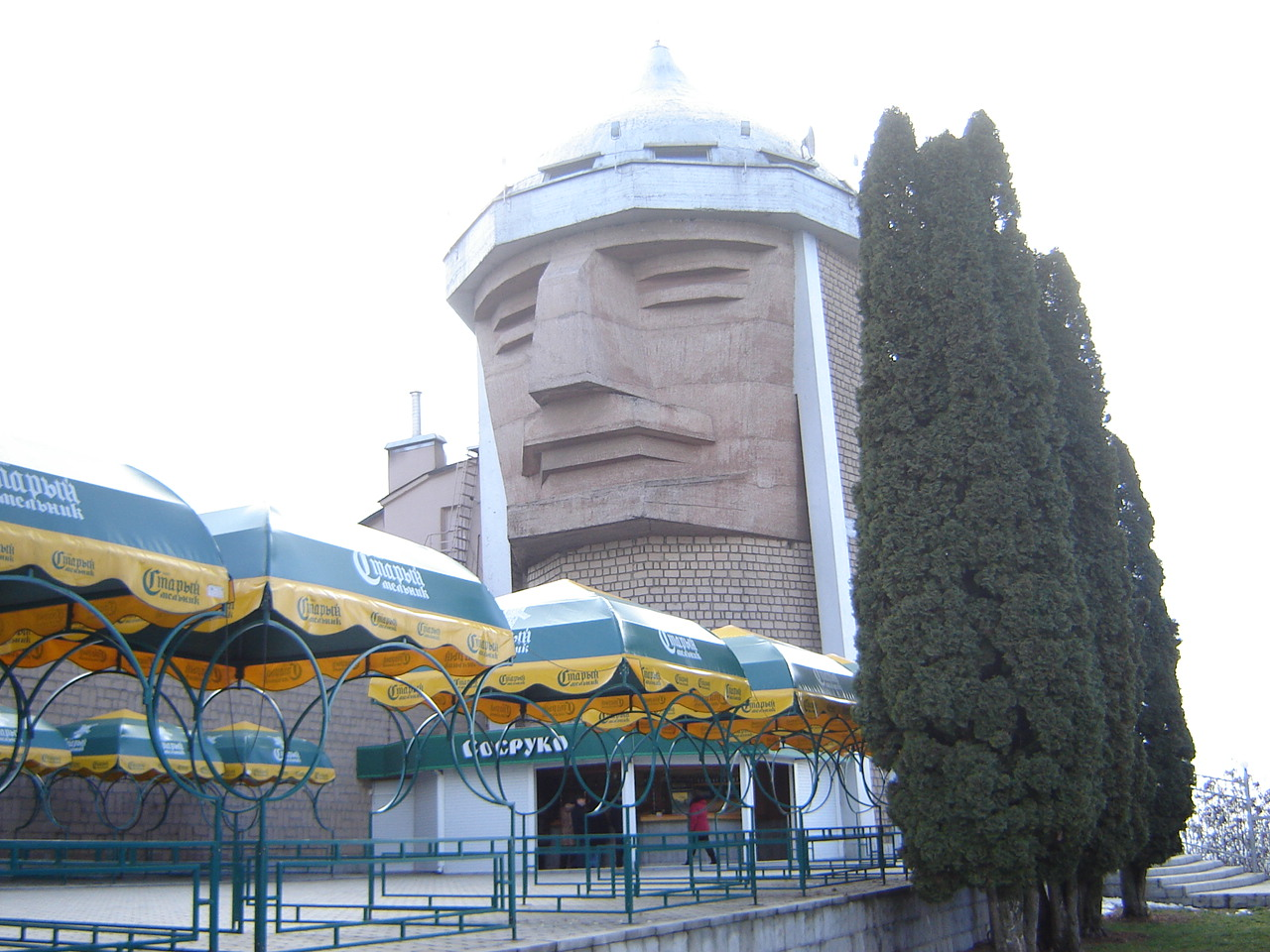
برج سوسلان